# フルスタリョフ、車を!
『フルスタリョフ、車を!』（ロシア語: Хрусталёв, машину!)は、1998年に製作されたロシア・フランス合作映画である。ロシアの監督アレクセイ・ゲルマンの長編4作目。

## ストーリー
1953年、赤軍の将軍にして脳外科医であるユーリー・クレンスキーは、医師団陰謀事件に巻き込まれ、強制収容所で拷問を受けるも、なぜか解放され、スターリンの側近であるラヴレンチー・ベリヤからある人物の診察を頼まれた。
10年後、クレンスキーは、家族と離れ、マフィアのボスとなり、列車の中にいた。

## キャスト
- ユーリー・アレクセーヴィチ・ツリロ：ユーリー・クレンスキー将軍（外科医）
- ニーナ・ルスラノヴァ：ナターリャ、将軍の妻
- ミハイル・デメンティエフ：リョーシカ、将軍の息子
- ユーリ・ヤルヴェット：フィンランド人のレポーター